# Langues nupoïdes
Les langues nupoïdes constituent une sous-branche de la famille des langues nigéro-congolaises, classé avec les langues voltaïco-nigériennes. Elles sont parlées au Nigeria.

## Langues
Les langues nupoïdes, selon la classification de Roger Blench :
Langues nupoïdes
- ebira-gade
  - ebira
  - gade (en)
- nupe-gbagyi
  - Gbagyi-gbari (en)
    - gbagyi
    - gbari

  - langues nupe (au sens large)
    - asu (en)
    - langues nupe (au sens restreint)
      - noyau nupe
        - nupe
        - dibo (en)

      - noyau gupa
        - gupa-abawa (en)
        - kakanda (en)
        - kami (en)
        - kupa (en)